# Cusanus (månekrater)
Cusanus er et nedslagskrater på Månen. Det befinder sig på Månens forside nær den nordøstlige rand. På grund af dets placering ses Cusanus i perspektivisk forkortning fra Jorden, og dets synlighed er påvirket af libration. Det er opkaldt efter den tyske teolog, matematiker og filosof Nicolaus Cusanus (1401 – 1464).
Navnet blev officielt tildelt af den Internationale Astronomiske Union (IAU) i 1935. 

## Omgivelser
Den nordlige rand af Cusanuskrateret er næsten sluttet til den syd-sydøstlige rand af det større Petermannkrater. 

## Karakteristika
Kraterranden er eroderet og afrundet af senere mindre nedslag. Der ses stadig terrasser på de indre vægge, men dog ikke så tydelige som på yngre kratere. Et par små kratere danner et indskæring langs den østlige rand, og der er en let indadgående bule langs den indre væg mod vest.
Kraterbunden er blevet dækket af lava, som har efterladt den flad og uden særlige træk. Lavadækket er dog ikke dybt nok til at bredden af de indre vægge er væsentligt reduceret.

## Satellitkratere
De kratere, som kaldes satellitter, er små kratere beliggende i eller nær hovedkrateret. Deres dannelse er sædvanligvis sket uafhængigt af dette, men de får samme navn som hovedkrateret med tilføjelse af et stort bogstav. På kort over Månen er det en konvention at identificere dem ved at placere dette bogstav på den side af satellitkraterets midte, som ligger nærmest hovedkrateret. Cusanuskrateret har følgende satellitkratere:
| Cusanus | Længde  | Bredde  | Diameter |
| ------- | ------- | ------- | -------- |
| A       | 70,6° N | 64,0° Ø | 16 km    |
| B       | 70,1° N | 64,5° Ø | 21 km    |
| C       | 70,4° N | 60,8° Ø | 25 km    |
| E       | 72,0° N | 72,3° Ø | 10 km    |
| F       | 70,7° N | 73,3° Ø | 10 km    |
| G       | 69,9° N | 76,9° Ø | 10 km    |
| H       | 69,4° N | 59,4° Ø | 8 km     |

## Måneatlas
- Billeder af Cusanuskrateret i LPI-måneatlasset